# Naeba
Naeba (jap. 苗場山 Naeba-san) – stratowulkan w górach Echigo. Leży w środkowej Japonii, na granicy prefektur Nagano i Niigata. 
Na stokach góry Naeba i sąsiadującej z nią Takenoko (1745 m) znajduje się ośrodek narciarski Naeba Ski Resort (苗場スキー場, Naeba Sukī-jō).

## Galeria

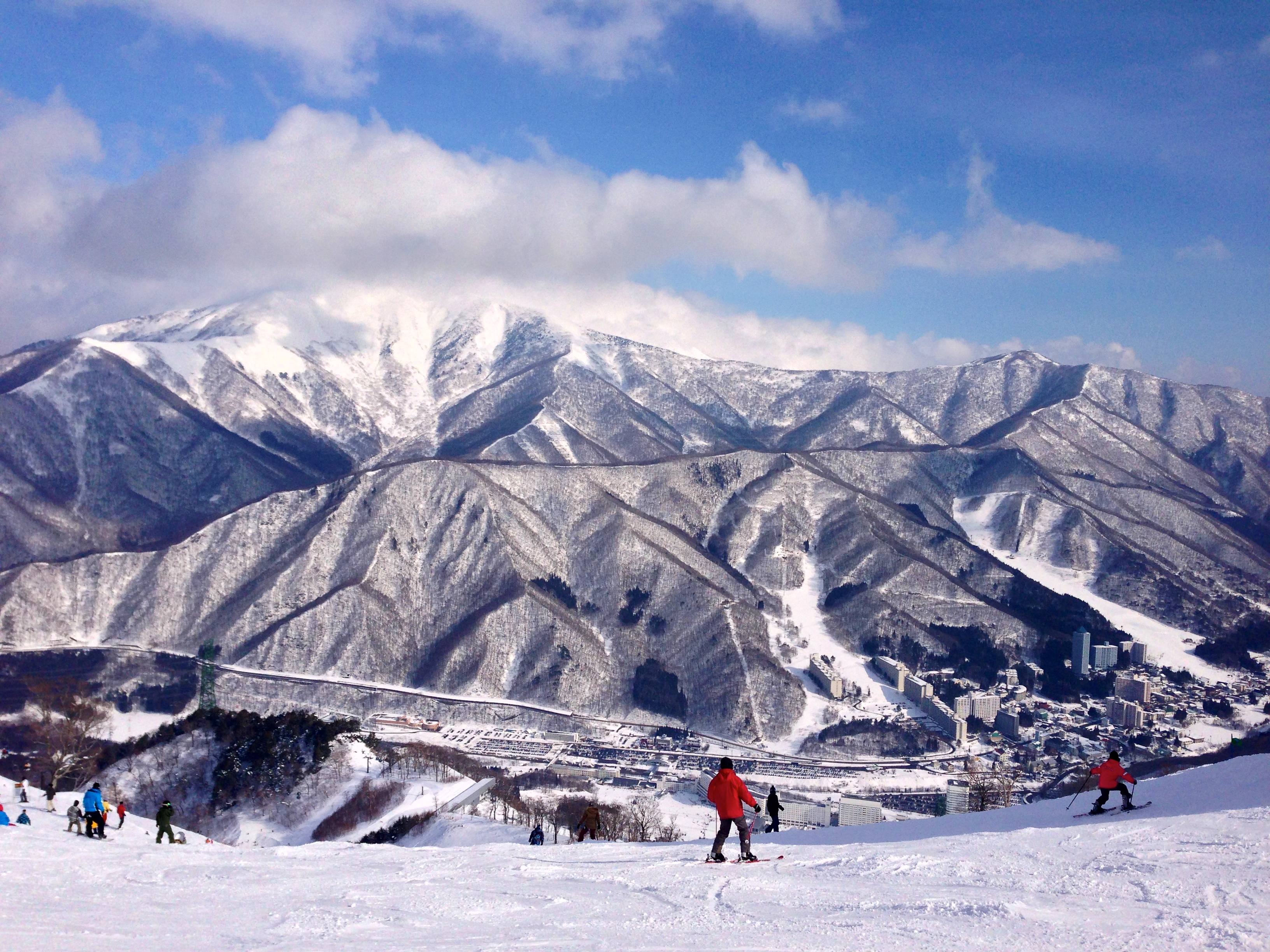
Naeba Ski Resort
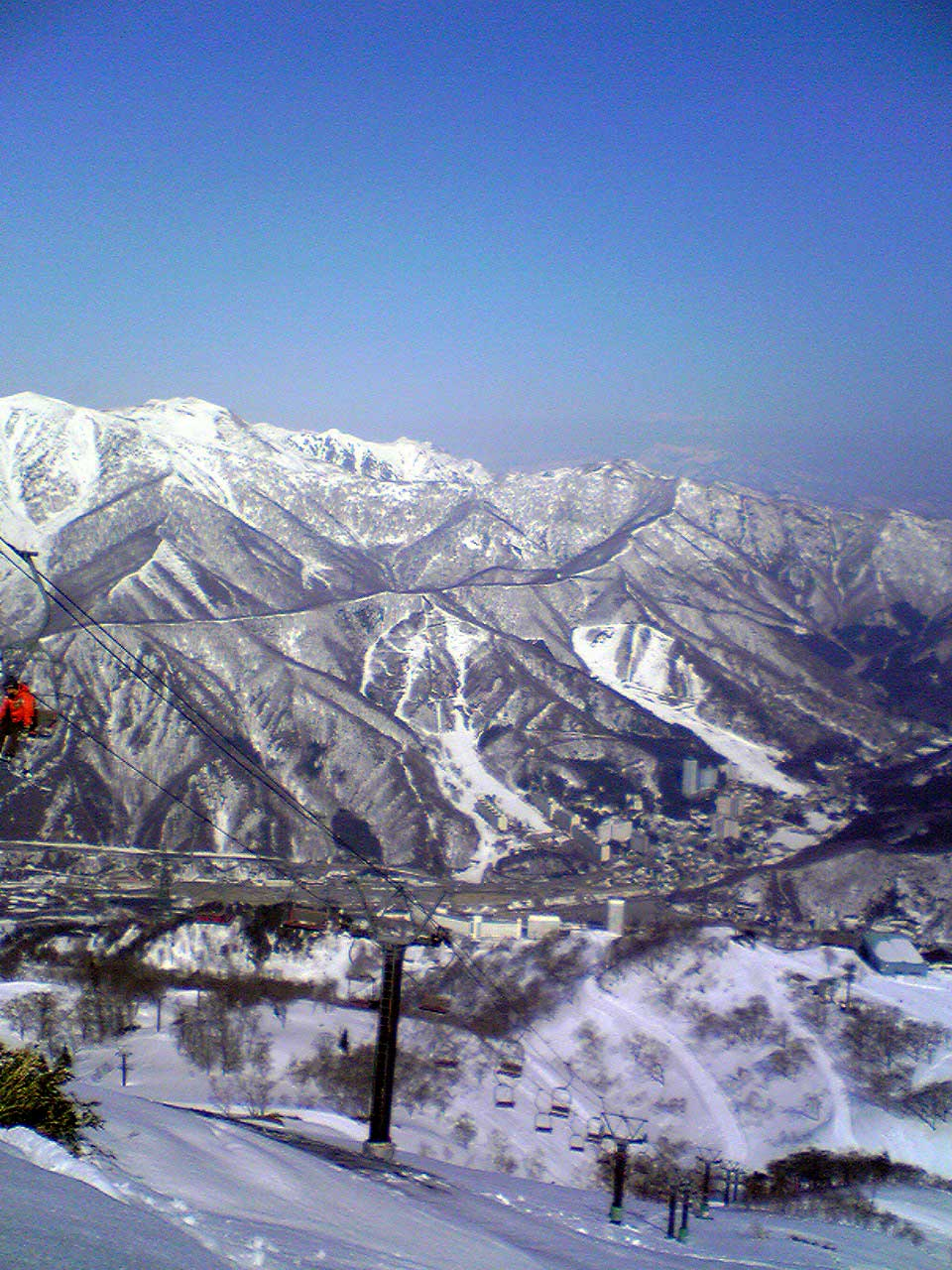
Panorama Naeby, widok z Takenoko
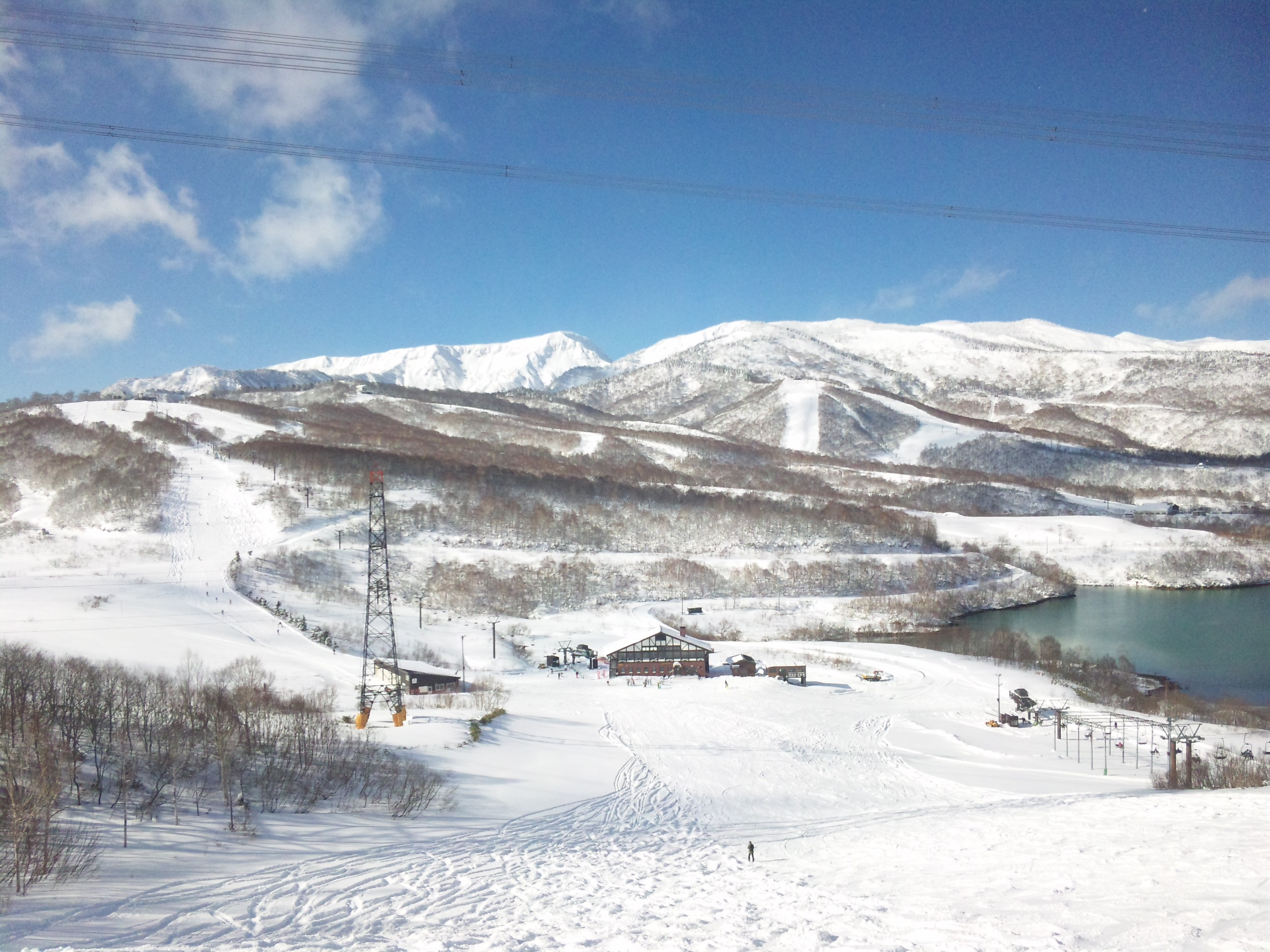
Naeba (po lewej) i Kagura-ga-mine (po prawej) widziane od wschodu